# Lago Titicaca
Titicaca (na grafia hispanizada) ou Titiqaqa (quéchua) é um lago nos Andes, na fronteira entre o Peru e a Bolívia. Em volume de água, é o maior lago da América do Sul. O Lago de Maracaibo, na Venezuela, tem uma área de superfície maior, mas é considerado uma grande baía salobra devido à sua ligação direta com o oceano.
É muitas vezes considerado o lago navegável mais alto do mundo, visto que sua superfície está a 3 821 metros acima do nível do mar. Embora isto refira-se a navegação de grandes embarcações, geralmente é considerada a navegação de embarcações comerciais. Por muitos anos o maior navio a flutuar no lago foi o SS Ollanta, de 2.200 toneladas e 79 metros de comprimento. Hoje, o maior navio a navegar pelo lago é Manco Capac, operado pela PeruRail (atracado, em 17 de junho de 2013, no pier da Ollanta). Pelo menos duas dezenas de corpos de água em todo o mundo estão em altitudes mais elevadas, mas todos são muito menores e mais rasos que o Titicaca.

## Características gerais
O lago tem cerca de 8300 km² e situando-se a 3821 metros acima do nível do mar, é o lago comercialmente navegável mais alto do mundo e o segundo em extensão da América Latina, superado apenas pelo Lago de Maracaibo, na Venezuela. Localizado no altiplano dos Andes, na fronteira do Peru e da Bolívia, tem uma profundidade média de 140 a 180 m, e uma profundidade máxima de 280 m. Sua extensão e largura máximas são 190 km e 80 km, respectivamente. Mais de 25 rios desaguam no lago Titicaca, e o lago tem 41 ilhas, algumas densamente povoadas.
No Titicaca, há populações vivendo nos Uros, nove ilhas artificiais. Essas ilhas tornaram-se uma grande atração turística no Peru, trazendo excursões da cidade de Puno, no Peru. Outra ilha, Taquile, é outra grande atração turística, apresentando uma comunidade indígena. Os habitantes de Taquile são conhecidos pelos seus produtos têxteis feitos a mão, considerados entre as manufaturas de melhor qualidade do Peru.
O lago Titicaca é alimentado pela água das chuvas e pelo degelo das geleiras que rodeiam o altiplano. É um lago de água doce, pois não é o destino final da bacia endorreica na qual está inserido, pois tem como vertedouro o rio Desaguadero, que corre para o sul através da Bolívia até o Lago Poopó, que tem água salgada; no entanto, este defluente é responsável por menos do que cinco por cento da perda de água, o resto ficando por conta da evaporação devida ao ventos intensos e à exposição extrema à luz do Sol nesta altitude.
A origem do nome Titicaca é desconhecida; foi traduzido como "Pedra do Puma", combinando palavras da língua local Quíchua e Aimará. Localmente, o lago é conhecido sob diversos nomes. Como a parte sudeste do lago é separada do resto do lago pelo estreito de Tiquina, os bolivianos chamam essa pequena parte de Lago Huinaymarca e a parte maior de Lago Chucuito. No Peru, essas partes pequena e grande são conhecidas como Lago Pequeño e Lago Grande, respectivamente.

## Geografia
O lago Titicaca tem origem tectónica. Formou-se aproximadamente durante a era terciária devido ao afundamento de uma parte da meseta andina. A sua área primitiva era muito mais extensa sendo atualmente apenas um lago residual.

### Clima
O clima na região do lago é de natureza extrema, com grandes variações de temperatura que se acentuam em função da posição no lago e o aumento de altura. A pluviosidade aumenta nos meses do verão austral (Dezembro a Março) e cai drasticamente nos meses de inverno. No verão são frequentes as tempestades sobre o lago e a zona circundante, assim como inundações em zonas ao nível do lago.
| Lago Titicaca                                   | Lago Titicaca | Lago Titicaca | Lago Titicaca | Lago Titicaca | Lago Titicaca | Lago Titicaca | Lago Titicaca | Lago Titicaca | Lago Titicaca | Lago Titicaca | Lago Titicaca | Lago Titicaca | Lago Titicaca |
| Mês                                             | Jan           | Fev           | Mar           | Abr           | Mai           | Jun           | Jul           | Ago           | Set           | Out           | Nov           | Dez           | Ano           |
| ----------------------------------------------- | ------------- | ------------- | ------------- | ------------- | ------------- | ------------- | ------------- | ------------- | ------------- | ------------- | ------------- | ------------- | ------------- |
| Temperatura média (°C)                          | 10.7          | 10.7          | 10.3          | 9.5           | 8.00          | 6.2           | 5.7           | 7.4           | 8.3           | 10.4          | 10.7          | 10.3          | 9.0           |
| Precipitação (mm Puno 1973)                     | 238           | 132           | 159           | 98            | 13            | 0             | 2             | 6             | 33            | 16            | 30            | 71            | 797           |
| Fonte: International Lake Environment Committee |               |               |               |               |               |               |               |               |               |               |               |               |               |

## Berço dos Incas
Segundo a lenda andina, foi nas águas do Titicaca que nasceu a civilização inca. O "deus Sol" instruiu seus filhos para procurarem um local ideal para seu povo. Manco Capac e Mama Ocllo chegaram, então, a uma ilha - mais tarde batizada de Isla del Sol. O local teria sido o berço dos incas, que dominaram a região entre os séculos XII e XVI, quando se deu a invasão espanhola. Diversos sítios arqueológicos podem ser visitados ao longo do Titicaca, que tem como principais habitantes os povos uros, descendentes dos incas. Eles vivem, em geral, da pesca, da agricultura e do turismo às margens do lago.